# خوزه سیفوئنتس
خوزه سیفوئنتس (اسپانیایی: José Cifuentes‎؛ زادهٔ ۱۲ مارس ۱۹۹۹) بازیکن فوتبال اهل اکوادور است.
وی همچنین در تیم‌های ملی فوتبال زیر ۲۰ سال اکوادور و اکوادور بازی کرده‌است.